# Halve marathon van Kopenhagen

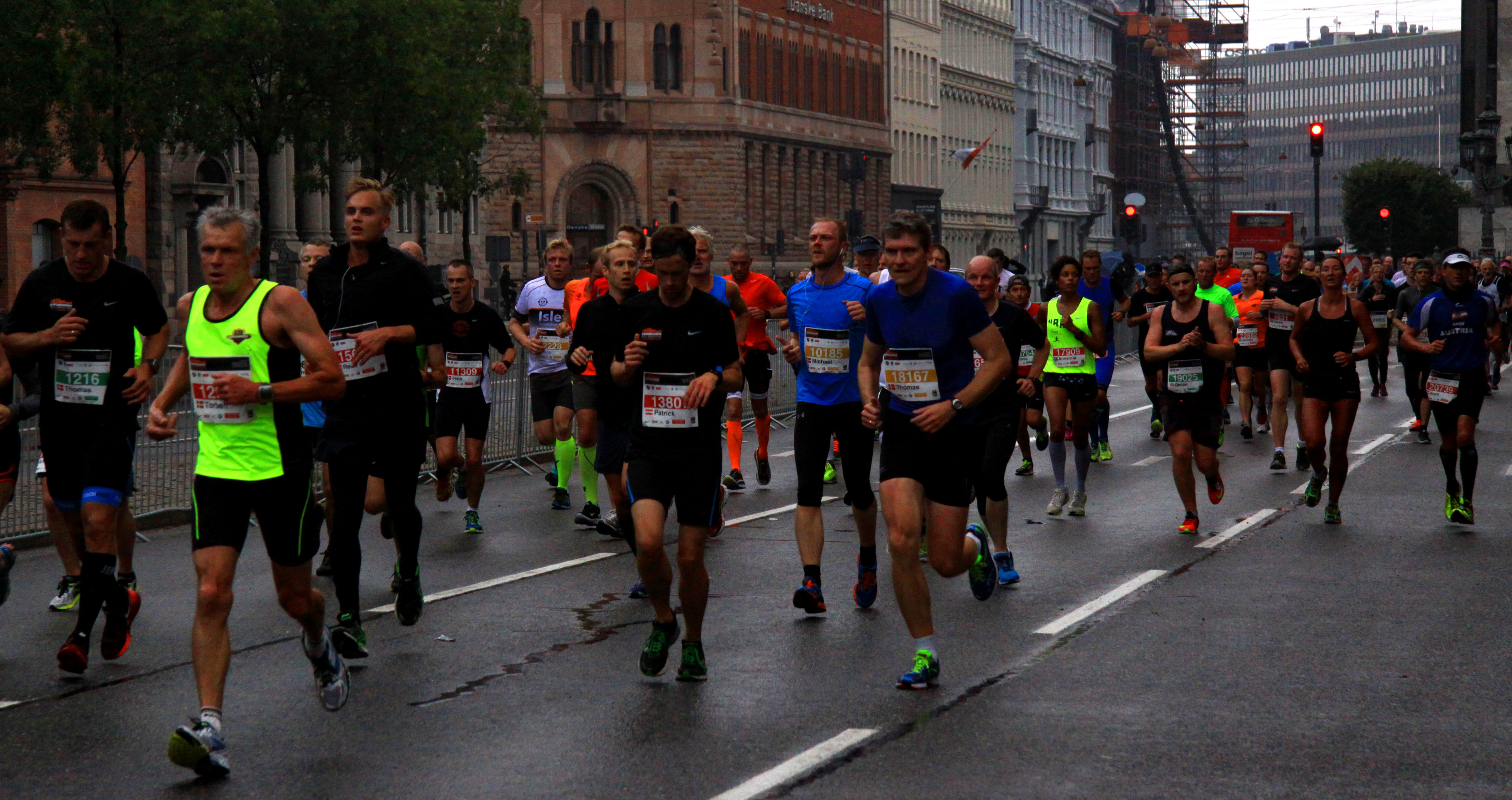
Hardlopers tijdens de eerste editie van de Halve marathon van Kopenhagen 2015

De halve marathon van Kopenhagen is een hardloopwedstrijd over een afstand van een halve marathon (21,1 km), die sinds 2015 jaarlijks in de hoofdstad van Denemarken, Kopenhagen, plaatsvindt. De wedstrijd wordt in september gelopen door het centrum van de stad.
Het evenement heeft de IAAF Silver Label Road Race status, en is daarmee de belangrijkste atletiekwedstrijd van Denemarken, gevolgd door de marathon van Kopenhagen. Het evenement werd gelanceerd na het succes van het wereldkampioenschap halve marathon in 2014 in de stad.
Bijna 20.000 hardlopers namen deel aan de inaugurale editie in 2015.
De snelste editie was die van 2017, toen maar liefst zeven atleten binnen het uur finishten en drie binnen de 59 minuten. De winnende tijd van 58.40, gelopen door Abraham Cheroben, was de beste tijd op de halve marathon in ruim zeven jaar tijd. Het totale prijzengeld bedroeg 91.000 Amerikaanse dollar, waarvan 17.000 voor de winnaar.
In 2018 verbeterde de Nederlandse Sifan Hassan in Kopenhagen bij de vrouwen met haar winnende tijd van 1:05.15 het Europese record, dat sinds 2007 op naam had gestaan van haar landgenote Lornah Kiplagat, met 1 minuut en 10 seconden.

## Parcoursrecords
- Mannen: 58.40 - Abraham Cheroben  Kenia (2017)
- Vrouwen: 1:05.15 (ER) - Sifan Hassan  Nederland (2018)

## Top 10 finishtijden
Met een gemiddelde tijd van 58.53,2 over de snelste tien finishtijden ooit gelopen bij deze wedstrijd, is Kopenhagen de derde snelste halve marathon in de wereld, na Ras al-Khaimah.
| Rang | Naam                | Land | Tijd  | Jaar | Plek |
| ---- | ------------------- | ---- | ----- | ---- | ---- |
| 1    | Geoffrey Kamworor   | KEN  | 58.01 | 2019 | 1    |
| 2    | Abraham Cheroben    | KEN  | 58.40 | 2017 | 1    |
| 3    | Jorum Okumba        | KEN  | 58.48 | 2017 | 2    |
| 4    | Alex Oloitiptip     | KEN  | 58.51 | 2017 | 3    |
| 5    | Milkesa Mengesha    | ETH  | 58.58 | 2023 | 1    |
| 6    | Amedework Walelegn  | ETH  | 59.05 | 2023 | 2    |
| 7    | Daniel Kipchumba    | KEN  | 59.06 | 2018 | 1    |
| 8    | James Mwangi Murigi | KEN  | 59.07 | 2016 | 1    |
| 9    | Felix Kipkoech      | KEN  | 59.07 | 2023 | 3    |
| 10   | Abraham Kiptum      | KEN  | 59.09 | 2018 | 2    |

(bijgewerkt t/m 2023)

## Overwinningen
| Jaar | Man                  | Nationaliteit | Tijd  | Vrouwen          | Nationaliteit | Tijd         |
| ---- | -------------------- | ------------- | ----- | ---------------- | ------------- | ------------ |
| 2023 | Ed Cheserek          | KEN           | 59.11 | Irine Cheptai    | KEN           | 1:05.53      |
| 2021 | Amdework Walalegn    | ETH           | 59.10 | Tsehay Gemechu   | ETH           | 1:05.08      |
| 2019 | Geoffrey Kamworor    | KEN           | 58.01 | Birhane Dibaba   | ETH           | 1:05.57      |
| 2018 | Daniel Kipchumba     | KEN           | 59.06 | Sifan Hassan     | NED           | 1:05.15 (ER) |
| 2017 | Abraham Cheroben     | KEN           | 58.40 | Eunice Chumba    | KEN           | 1:06.11      |
| 2016 | James Wangari        | KEN           | 59.07 | Hiwot Gebrekidan | ETH           | 1:08.00      |
| 2015 | Bedan Karoki Muchiri | KEN           | 59.14 | Purity Rionoripo | KEN           | 1:08.29      |